# Ensí
Pour les articles homonymes, voir ENSI.
Ensí est un terme sumérien (lu jadis pa-te-si), auquel on attribue le sens de « chef », « seigneur », bien qu'il ait évolué à travers le temps et ait impliqué diverses acceptions. Son correspondant en akkadien est iššakku, qui a le même sens.
À l'époque archaïque, c'était le nom du chef d'un village, dont le premier devoir était d'administrer les biens du dieu tutélaire, les fonctions civiles et religieuses étant alors étroitement liées. Renouvelé chaque année, il était choisi par ce dieu[pas clair] parmi toute la population de l'agglomération. Outre ses fonctions religieuses, sa principale occupation était d'organiser les travaux des champs, et de veiller à l'irrigation et à l'observation du cycle agricole.